# تيسفان
تيسفان هي جماعة قروية في إقليم تارودانت بجهة سوس ماسة جنوب المغرب. وهي تضم 2338 نسمة، حسب الإحصاء العام للسكان والسكنى لسنة 2014.
يبعد مركز الجماعة عن تارودانت بـ 75 كلم.

## دواوير الجماعة
- دوار تابقالت
- دوار إدينت
- دوار تاغاوت
- دوار أمضغار
- دوار إضالن
- دوار إدندي
- دوار سميض
- دوار تكنيت
- دوار إغير نيسلان
- دوار تزمران
- دوار أيت والن
- دوار سوق الجمعة تفراوت (مركز الجماعة)
- دوار تاتلت
- دوار توريرت انواضو
- دوار إسورك
- دوار داروامان

حسب الإحصاء العام للسكان والسكنى لسنة 2014 الذي أنجزته المندوبية السامية للتخطيط: يُعتبر دوار إضالن أكبر دوار في جماعة تيسفان من حيث عدد السكان (316 نسمة).

## التعليم
قائمة المؤسسات التعليمية في تيسفان:
- مجموعة مدارس محمد الشيخ (المركزية: تفراوت / الوحدات: إدندي - سميض - إغير نيسلان - إسورك)
- مجموعة مدارس بني مرين (المركزية: تغاوت / الوحدات: تبقالت - إدينت - إضالن - أكرض نتاوريرت)